# Araeoncus toubkal
Araeoncus toubkal es una especie de araña araneomorfa del género Araeoncus, familia Linyphiidae. La especie fue descrita científicamente por Bosmans en 1996.
La longitud del cuerpo del macho es de 2,3-2,6 milímetros y de la hembra 2,3-2,4 milímetros. La especie se distribuye por Marruecos y Portugal.